# Tag (film, 2015)
Pour les articles homonymes, voir Tag.
Pour plus de détails, voir Fiche technique et Distribution.
Tag (リアル鬼ごっこ, Riaru onigokko) est un film gore japonais réalisé par Sion Sono, sorti en 2015,. Il est inspiré du roman Riaru onigokko de Yūsuke Yamada (ja) publié en 2001.

## Synopsis
Lors d'un trajet en bus, Mitsuko assiste à l'étrange massacre de ses camarades, par une force invisible. Pour une raison inconnue, elle est contrainte de revivre différents massacres impliquant à chaque fois ses propres amies, à des périodes différentes de sa vie. C'est ainsi qu'un cours au lycée se transforme en fusillade, son mariage tourne en agression sexuelle collective, et un marathon auquel elle participe devient la cible d'assassins lancés à sa poursuite.
Bientôt, elle se perd dans les différentes identités qu'elle incarne.

## Fiche technique
- Titre : Tag[3]
- Titre original : リアル鬼ごっこ (Riaru onigokko?)
- Réalisation : Sion Sono
- Scénario : Sion Sono, inspiré du roman Riaru onigokko de Yūsuke Yamada (ja)
- Musique : Tomonobu Kikuchi (ja), Mono
- Photographie : Maki Itō
- Montage : Jun'ichi Itō (ja)
- Décors : Takashi Matsuzuka (ja)
- Société de production : Sedic Deux Inc.
- Société de distribution : NBCUniversal Entertainment, Shōchiku
- Budget : 1 250 000 $[4]
- Pays d'origine :  Japon
- Langue originale : japonais
- Format : couleur - 1,85:1 - numérique
- Genre : action, fantasy, gore
- Durée : 85 minutes[5]
- Dates de sortie :
  - Japon : 11 juillet 2015[5]
  - France : 4 septembre 2015 (L'Étrange Festival)

## Distribution
- Reina Triendl : Mitsuko
- Mariko Shinoda : Keiko
- Erina Mano : Izumi
- Yuki Sakurai : Aki

## Autour du film
Mis à part une projection lors de l'Étrange Festival ainsi qu'à la MCJP en 2015, et une diffusion sur Netflix Canada, le film reste inédit dans la plupart des pays francophones.
Sono Sion réalise pas moins de six films cette année-là, dont The Whispering Star, Love and Peace et Shinjuku Swan,.

## Distinctions

### Récompenses
- Fancine Málaga 2015 : prix du meilleur film[7]
- FanTasia 2015 : prix du meilleur film et de la meilleure actrice pour Reina Triendl[8]

### Nominations
- En compétition internationale lors de la 21e édition de l'Étrange Festival[9]